# Кирницкий, Александр Григорьевич
Александр Григорьевич Кирницкий (8 ноября 1956, Тирасполь — 7 ноября 2008, там же) — советский и молдавский рок-музыкант, бас-гитарист, автор песен. Участник ВИА «Кордиал» (Тирасполь — Сургут) (1974—1977), «Магистраль» (при Благовещенской филармонии) (1977—1978), «Молодые голоса» (1978—1981) (при Тамбовской филармонии), «От сердца к сердцу» (1983—1984) (при Амурской филармонии), группы «Круиз» (1981—1983, 1984—1986, 1992—2003).
Родился в Тирасполе, где окончил музыкальное училище.
Хотя в «Круизе» вначале проявил себя в первую очередь как автор текстов песен Валерия Гаины («Не верьте тишине», «Гром»), сам написал очень удачную песню «Красота» (на стихи Виталия Линкевича). Стоит вспомнить также песню «Зеркало-река», написанную на стихи Кирницкого его бывшим товарищем по «Круизу» Сергеем Сарычевым и вошедшую во второй альбом группы «Альфа».
Покинув первый раз «Круиз», играл в ансамбле «От сердца к сердцу» (1983—1984), где пел бывший солист «Молодых голосов» Борис Доронин. Кирницкий стал автором музыки и (наряду с Дорониным) стихов для песен превратившегося в рок-группу ВИА. Уже тогда написал на вольное переложение С. Я. Маршаком английской народной баллады «Три дороги» композицию, которая вошла в двойной альбом «Круиза» «Всем встать» 1996 года.
На альбоме КиКоГаВВА (1985), когда в состав «Круиза» входило образовавшееся ещё в «Кордиале» молдавское трио Гаина — Кирницкий — Королюк, был наряду с Гаиной одним из двух основных авторов и исполнителей песен альбома. Через год из-за творческих разногласий снова покинул группу.
В 1992 году присоединился к «Круизу» Александра Монина и Григория Безуглого, принял участие (в том числе как автор) в записи двойного CD «Всем встать» (1996). В 2003 году окончательно перестал быть музыкантом «Круиза».
Скончался от сердечного приступа в Тирасполе 7 ноября 2008 года.Похоронен там же.
У Кирницкого остались две дочери: Ольга (1977 г.р., проживает в Израиле) и Алиса (1984 г.р., проживает в Москве) — от жены Маи, скончавшейся в 2005году.
Александр Кирницкий является основоположником рока в Тирасполе. Он положил начало развитию Рок-клуба в КПЦ Кирилла и Мефодия (бывший кинотеатр «Спутник»). Клуб называется «Спутник-Рокс». Сейчас в Рок-клубе репетируют такие группы как Offtime, The Ward, «Хаос», Twisted Terror, «Взмах», «Ланжерон». Также репетировали знакомые не только тираспольским слушателям группы EFEDRA, The Ghost и другие. Все группы выражают огромную благодарность Александру Кирницкому за то, что он вложил большой камень в строительство молдавской рок-музыки.

## Цитаты из песен на стихи Александра Кирницкого
Предтечи новых дней,
Пусть праздничны огни,
Но тщетно чёрных птиц
Хотят спугнуть они.
— музыка Валерия Гаины («Не верьте тишине»)

Гром к тучам рвётся с угрюмым рокотаньем,
Но ветер их несёт куда-то мимо нас.
Не мучай, не пытай томительным молчаньем,
Открой же наконец, когда настанет час.
— музыка Валерия Гаины («Гром»)

В движенье — покой,
В торможенье — усталость,
Зеркальной рекой
Разливается жалость.
— музыка Сергея Сарычева («Зеркало-река»)

Горят, пылают и сгорают вновь и вновь слова,
Все те, что не нужны мне больше.
— музыка Валерия Гаины («Слова любви»)

Мой мир -
Мир с глазами без сна,
В океане волна,
Мой мир.
— музыка Александра Кирницкого («Мой мир»)

Ток, мысль, залпы огней,
Шок нервных затей -
Случилось.
Предо мною тот сон
Битых стёкол, машин.
— музыка Валерия Гаины («Случилось»)

В отраженье зеркал
Я нашёл, что искал,
Я узрел, что хотел,
Улыбался, плакал, смеялся, пел и летел.
Над морскою волной,
Над высокой горой
Голубой небосвод -
Далеко, высоко и всё время вперёд.
— музыка Александра Кирницкого («Ливень огненных стрел»)
Примечание. Все песни были записаны группой «Круиз», за исключением песни «Зеркало-река» (записана группой «Альфа»).

## Цитаты из песен на музыку Александра Кирницкого
Сердце распахни и всё узнаешь,
Сбрось обман куриной слепоты.
Неужели ты не понимаешь?
Солнца светлый луч, луч — это ты.
— Виталий Линкевич («Красота»)

Облака, может статься,
Рождены устремляться
В поисках счастья.
— из поэзии Бирмы («Облака»)

…Наполнив паруса, покинул свой залив.
Плыву отсюда прочь к далёким берегам…
— Ояр Вациетис («Парусник»)

Хорошо бы мне птицею стать
И в большого орла превратиться,
В поднебесную даль улетать,
Возле жёлтого солнца кружиться.
— А. Сыркин («Моё желание»)

Остановись, мой друг, с коня сойди
И головой ко мне склонись.
Есть три дороги впереди,
И их запомнить поклянись.
— Самуил Маршак («Три дороги»)

Сеть паука -
Как сплетение нервов,
Ткани листа -
Словно крона деревьев.
Мы отражение судеб,
Странники на перепутье,
В каждом из нас и любовь, и сомненье -
Всё имеет значенье.
— Виталий Линкевич и Александр Монин («В этом мире»)

Но те, кто без слуха, злые, страстные,
Очень хотели петь.
— Борис Доронин («Кузнечик»)

## Дискография
- 1979 — «Молодые голоса» (миньон)
- 1981 — «Круиз» Крутится волчок
- 1982 — «Круиз» Послушай, человек
- 1985 — «Круиз» КиКоГаВВА
- 1985 — «Круиз» («Волчок», миньон) «Мелодия» С62 21669 005
- 1996 — «Круиз» Всем встать

Ретроспективный сборник группы «Круиз» вышел в серии «Легенды русского рока».

## Музыка в библиотеках и базах данных
- Библус
- Национальная библиотека республики Молдова (недоступная ссылка)
- Национальная библиотека республики Молдова (недоступная ссылка)

и др.

## О нём
- Aлекс Гаина. Группа «Круиз». Интервью Национальному радио Молдовы. Кишинев. Ион Кьорпек. 1999
- Сергей Фролов, Валерий Щелкин. Легенды ВИА. М., Грифон, 2007